# Veľké Kosihy
Veľké Kosihy (węg. Nagykeszi) – wieś (obec) na Słowacji w kraju nitrzańskim, w powiecie Komárno.
Pierwsze wzmianki o miejscowości pochodzą z 1268 roku, kiedy nosiła nazwę Kezu. W 1272 nazywała się Kezu Maior, w 1380 Nagkezew, w 1773 Nagy Kesyi, a od 1927 nosi obecną nazwę. We wsi znajduje się romański kościół św. Jana Nepomucena.
Według danych z dnia 31 grudnia 2014, wieś zamieszkiwały 982 osoby, w tym 477 kobiet i 505 mężczyzn.
W 2001 roku rozkład populacji względem narodowości i przynależności etnicznej wyglądał następująco:
- Słowacy – 11,13%
- Węgrzy – 85,57%
- Czesi – 1,24%
- pozostali/nie podano – 2,06%,

natomiast w 2011 roku przedstawiał się on tak:
- Słowacy – 18,48%
- Węgrzy – 77,78%
- Romowie – 0,10%
- Czesi – 0,40%
- Rosjanie – 0,10%
- Morawianie – 0,20%
- pozostali – 0,10%
- nie podano – 2,83%

Ze względu na wyznawaną religię struktura mieszkańców kształtowała się w 2001 roku następująco:
- Katolicy rzymscy – 38,66%
- Ateiści – 12,78%
- Kalwiniści – 42,27%
- Grekokatolicy – 0,72%
- Luteranie – 1,55%
- Metodyści – 0,10%
- nie podano – 3,92%,

natomiast w 2011 roku prezentowała się ona tak:
- Katolicy rzymscy – 31,52%
- Ateiści – 17,07%
- Kalwiniści – 33,84%
- Grekokatolicy – 0,91%
- Luteranie – 1,92%
- Metodyści – 0,30%
- Prawosławni – 0,20%
- Husyci – 0,10%
- Bahaici – 0,10%
- pozostali – 0,10%
- nie podano – 13,94%

We wsi znajduje się kilka przystanków autobusowych na trasie linii z Komárna do miejscowości Veľké Kosihy, Číčov i Veľký Meder.